# Abbaye Saint-Ange de Pétra
Pour les articles homonymes, voir Petra.
L’abbaye saint-Ange de Pétra est une ancienne abbaye cistercienne située à Constantinople, capitale de l'éphémère Empire latin de Constantinople (actuellement, Istanbul, en Turquie), sur la rive européenne du Bosphore. Son existence et sa filiation sont certaines, mais son emplacement moins. Il pourrait s'agir du Monastère du Pantocrator.

## Histoire
Après la prise de Constantinople par les croisés lors de la quatrième croisade, cette dernière ville devient le siège de l'empire latin de Constantinople, qui dure jusqu'en 1261. Des moines d'Occident sont invités à venir constituer des ordres religieux dans le monde byzantin. L'ordre cistercien étant alors à son apogée, les Francs sollicitent notamment l'abbaye d'Hautecombe ; des cisterciens arrivent et fondent l'abbaye, très probablement dans des bâtiments existants.
Raymond Janin suppose (sans en être entièrement certain) que l'abbaye est fondée dans le Monastère du Pantocrator.
Durant le bref temps de son existence, l'abbaye de Pétra est florissante, et fonde deux abbayes filles, l'une d'hommes en 1225, Rufinianes, l'autre de femmes en 1221, Percheio.
En 1261, après la reprise de la ville par les Byzantins, les abbayes sont fermées et les moines chassés. Les moines des maisons masculines retournent à Hautecombe, les cisterciennes de Percheio fondent une abbaye en Sicile ou à Rimini.